# エピックレコードジャパン
エピックレコードジャパン（Epic Records Japan）は、ソニー・ミュージックレーベルズの社内レコードレーベル、「エピック」という通称で知られている。
かつては「エピックソニー」というレーベル名であり、規格品番の「ES」はこれにちなむ。
EPICの名は1953年に米・コロムビアレコードが傘下に設立した、ジャズ・クラシック音楽部門を販売するためのサブレーベル名エピック・レコードにその起源をもつ。メインレーベル「Epic Records」は、会社名とは異なり「Japan」の表記はない。
2001年10月にソニー・ミュージックエンタテインメントの製作部門からソニー・ミュージックレコーズ、キューンレコード、ソニー・ミュージックアソシエイテッドレコーズと共に分離・独立。2014年4月にレーベルビジネスグループ再編により発足した、株式会社ソニー・ミュージックレーベルズの社内レーベルとなる。エピックのレーベルは、ソニー・ミュージックレコーズに次いで二番目に歴史が古い。EPICと言えばニューミュージックやロックのイメージが強いが、設立当初はばんばひろふみや因幡晃のフォーク系や、真田広之や渡辺徹の俳優系、内海美幸やオール巨人の演歌系も手掛けていた。

## 沿革
- 1971年7月 - CBS・ソニーレコード株式会社から新レーベル「EPIC」が発足。
  - 8月21日の第1回新譜LPのラインナップはチェイス、スライ&ザ・ファミリー・ストーン、ソフト・マシーン、ミッシェル・ポルナレフ[3]。
  - 10月 - EPICレーベルの邦楽第一弾として、ハイソサエティーの「不思議な恋の物語／君を奪いたい」を発売。
- 1976年3月 - EPICレーベルの邦楽部門を廃止。CBS・ソニーレーベルに統合。
- 1978年8月 - 株式会社EPIC・ソニー[注 1]を設立、但しCBS・ソニーから発売されたEPICの邦楽音源（中島まゆこ、浅田美代子、麻生よう子他）はCBS・ソニーが引き続き管理。
- 1988年3月 - CBS・ソニーに吸収合併。同時期よりCDの背面ジャケット等に「EPIC/SONY RECORDS」の表記が使用される様になった。
- 1991年 - CBS・ソニーがソニー・ミュージックエンタテインメントに商号変更。これに伴いレーベルロゴを変更。「Epic/Sony Records」に改称する。
- 1994年6月 - 株式会社アンティノスレコード（Antinos Records）が設立される。CDの販売をSMEに委託しており、同グループの一員となる。社名は「アンチソニー（Anti Sony）」の意味で、Antinosのnosは、sonyの文字を逆さまにしてyを外したものである。A&Rシステムを本格導入した会社である。
  - 10月 - Epic/Sony Records内に新レーベル「dohb discs」を設立（2000年5月頃にソニー・ミュージックアソシエイテッドレコーズ傘下に移管後、同年7月にレーベル運営終了）。dohbはepicのスペルを前にずらした造語で、時代の一歩先を常にリードしていくという意味がこめられていた。制作部もエピックと異なり下北沢に設置するなど、独自性の強い展開がなされた。
- 1998年10月 - 「Epic/Sony Records」から「Epic Records」へレーベル変更。
- 2001年10月 - SMEの製作部門から分離、再度独立。同時にレーベルロゴを変更する。洋楽部門はソニー・ミュージックジャパンインターナショナル（SMJI）へ移行。
- 2002年7月 - アンティノスレコードを吸収合併する。アンティノスはエピック内の一レーベルとなる。
- 2003年2月 - 会社設立25周年を記念したイベント「LIVE EPIC 25」を開催。
- 2004年3月 - 会社合併により2002年7月以降経営を行っていた「アンティノスレコード」が運営終了。「アンティノスマネージメント」も「ソイツァーミュージック」と合併し「ブルーワンミュージック」となる。
- 2005年 - 新レーベル「kowalski（コワルスキー）」設立。
- 2014年4月1日 - ソニー・ミュージックレコーズがレーベルビジネスグループの7社を吸収合併し、株式会社ソニー・ミュージックレーベルズが発足[4]。エピックレコードジャパンは同社の社内レーベルとなる。

## ロゴマークの変遷
- 初代（1971年7月 - 1973年3月）、5代目（2000年1月 - 現在）：大文字の「EPIC」の周囲に、楕円型に放射線状の線が飾られている。日本では旧CBS・ソニーレコードの一レーベルとして発足した初代ロゴマーク、および2024年現在使用中の現行（5代目）のロゴマークだが、アメリカでは1953年にエピック・レコードが設立され、その7年後となる1960年に若干のリニューアルを実施し、2代目のロゴマークとして使用された[注 2]。現在のアメリカのエピック・レコードのロゴマークは後述する日本での3代目のロゴマークが再び使用されており、日本でも洋楽の一部アーティストに使われている。このロゴマークは日本コロムビア時代の1968年6月30日までに発売されたエピックレーベル（通称・EPICコロムビア）の新譜（レコード）にも使用されていた。
- 2代目（1973年4月 - 1978年7月）：四角い枠の中に丸でレコードの溝をかたどった「e」のマークの下に「Epic」と書かれている。
- 3代目（1978年8月 - 1991年3月）：筆記体の「Epic」の表記で、安定感のあるロゴマーク。日本でのEPIC･ソニー黄金期に使われており、エピックレコードジャパンを象徴するロゴマークでもある。1988年2月末までは連綿で「ES」のロゴの下部に「EPIC/SONY」のロゴも併用されていた。当時発売されていたCDに於ける背表紙の上に表記されている記号は正方形[注 3]で、これは当時のCBS・ソニーでも使用されていた。1988年2月末からは前述の連綿の「ES」ロゴに代わり「EPIC/SONY RECORDS」の表記が使用される様になった。
- 4代目（1991年4月 - 1999年12月）：アルファベットの「E」を模ったロゴマーク。3本の細い楕円に左に斜め向きの線が入る、牧歌的な雰囲気を持つロゴマークで、下部に小文字で「epic」の表記がある。背表紙上部の記号も正方形から楕円に変更されている。この頃から背表紙に「Epic Sony Records」の表記[注 4]が使用される様になった。

## レーベル
- Epic Records（エピック・レコード・メインレーベル）
- LAUNDRY POLE RECORDS（ラウンドリー・ポール・レコード） - キョエのプライベートレーベル。

### かつて存在したレーベル
- BOOGIE WOOGIE（ダウン・タウン・ファイティング・ブギウギ・バンド、竜童組、所ジョージプライベートレーベル。宇崎竜童の離脱と共に消滅）
- Sweet Donuts （1979 - 1981年）CBSグループ外から買い付けたヨーロッパのキャンディ・ポップの国内流通専用レーベル。ドリー・ドッツとユー & アイのみに使用。
- コワルスキー（Kowalski、2010年運営停止）ESCL
- アンティノスレコード（1997 - 2004年、Antinos Records）ARCJ
- SO What? RECORDS（1999年 - 2000年、ロゴマークは$をもじったもの）
- dohb discs（1994年 - 2000年）ESCB
- MINT AGE（1997年 - 1998年）ESCB
- mf（佐野元春プライベートレーベル。佐野の独立とともに消滅）
- NeOSITE DISCS（もともとはエピックレコードのレーベルであったがソニー・ミュージックアソシエイテッドレコーズ（2000年）を経てキューンレコード（2001年 - ）のレーベルへと移行した）
- Robin Discs（福岡智彦がプロデュースした音楽レーベル。かつては松谷卓等も所属した。現在[いつ?]はEpic Recordsに統合）
- Cha-DANCE（東京パフォーマンスドールのプライベートレーベル。TPDの活動休止に伴い廃止）

## アンティノスレコード
1994年6月、ソニー・ミュージックエンタテインメント副社長丸山茂雄により設立。同年にTMNの活動を終了し、音楽プロデュース業に力を入れ始めていた小室哲哉のソニー側受け皿となるよう、従来型と異なるレーベルが必要とされたことが設立のきっかけである。
小室の中では「今までのシステムは音楽業界の中では、レコード会社が一番偉かったんです。デビューしたいと思えば、レコード会社の門を叩いて判断されるけど、気付いたら知らないディレクターやプロデューサーが付けられていたという馬鹿な事が起きる。自分でディレクター・プロデューサーを決めなかったら、理想の音作りはできない。それを防ぐ為にアーティストとレコード会社が対等な関係になる必要がある」という狙いがあった。
差別化として、具体的には「欧米風A&Rを導入し、レコード会社・音楽出版社・マネジメント会社の関係を整理し直して、金の流れと役割分担を明確にし、所属するアーティストのプロモーション・ギャランティを増やすこと」「音源制作に当たって、所属アーティストのわがままをレコード会社がフォローする必要が無い。事前に決められた経費以上にかかった費用はアーティストが自腹を切るから、経費削減につながる」を特色として挙げていた。
社名の由来は「ANTI（アンチ）」「SONYのロゴを反転させる」経緯で決まり、「既成の業界構造を引っくり返す」というコンセプトを持たせている。
関連会社として芸能プロダクションアンティノスマネージメント、音楽出版社アンティノスミュージック（のちにソイツァーミュージックに改称）を設立しアンティノスグループを形成。また、アメリカにも支社を設立している。外部のプロデューサーやアーティストがマスターテープの完成品を納品した後、作品を「商品としての承認するかどうか」の判断から宣伝・販売プランの構築までを受け持ち、流通はソニー・ミュージックエンタテインメントに依頼していた。
しかし、レーベルの芯となるはずだった小室哲哉はエイベックスとの関係を深めていき、結局アンティノスレコードからのリリースは小室のプロデュースによるANISSのシングル「PRIDE」、ライブアルバム「tk-trap」とプレイステーション向けゲーム「Gaball Screen」のみであった。
レーベル初期は丸山の人脈で他レーベルから移籍したTHE MODSやGAKU-MC、フラワーカンパニーズなどが主なメンバーとなり、知名度は高いものの当時セールスが低迷していた彼らの再起を狙うのが当初の目標とされた。
1996年5月、浅倉大介プロデュースによりT.M.Revolutionがデビュー。1997年から1998年にかけてシングル・アルバム共にミリオンセラーを果たすなど、以降レーベル末期まで経営の柱となる。1999年には浅倉が自身の参加するユニットIcemanと共にエピックレコードから移籍。藤井隆、Fayray、コタニキンヤ、サカノウエヨースケ、RUN&GUN等の新人も浅倉にプロデュースを依頼するなど、レーベル全体として浅倉への楽曲依存が高まり、リリースの大半は浅倉の手掛ける作品となった。ただし浅倉のプロデュースしたアーティストが全てアンティノスに在籍したわけではなく、他社のアーティストもプロデュースしていた（木村由姫＝パイオニアLDC・pool bit boys＝avex tune等）。浅倉は「音色については、全て僕の好きな様に作ることができた」と振り返っている。
2002年7月、会社機能がエピックレコードに吸収され、同社の一レーベルという扱いになり、以降は流通販売もエピックレコードが担当。2004年3月、ソニー・ミュージック内の会社再編に伴い法人としてのアンティノスレコードは解散。アンティノスマネージメントとソイツァーミュージック（旧：アンティノスミュージック）は合併し、2004年4月付でブルーワンミュージック（現：ソニー・ミュージックアーティスツ）となる。これによりアンティノスグループは2004年3月を以て終了した。
ロゴマークは設立当初から1997年頃まで、上がくり抜かれた円の中にラフな手書き風でAと書かれたもの。下に「antinos」と表記されている。1998年頃から終了までは握り拳で棒状の物体を真っ二つに打ち砕く姿をモチーフにした物が使用されていた。握り拳で打ち砕かれて2本に分かれた棒状の物体には「ANTINOS」「RECORDS」の文字が刻まれている。
- アンティノスレコード - メディア芸術データベース

## 現在所属しているアーティスト

### 五十音順
- 秋山黄色（2020年 - ）
- Aqua Timez（2006年 - 2018年、2024年 - ）
- 杏（2010年 - ）
- アンジェラ・アキ（2005年 - ）
- いきものがかり（2006年 - 2017年活動休止、2018年活動再開）
  - 吉岡聖恵（2018年 - ）
  - HIROBA（2019年 - ）
- 石崎ひゅーい（2012年 - 2013年、2016年 - ）（デフスターレコーズへ移籍後再移籍）
- 宇多田ヒカル（2017年 - ）（ユニバーサルミュージックから移籍）
- 小袋成彬（2018年 - ）
- キョエ（2019年 - ）（プライベートレーベル）
- 清竜人 (2021年 - )
- 坂口有望（2017年 - ）
- シャイトープ（2024年 - ）
- 鈴木愛理（2022年 - ）
- 鈴木雅之（1980年 - ）（シャネルズ・RATS&STAR在籍時含めて、レーベル移籍等一度も経験せず一番長く所属しているアーティスト）
  - ゴスペラッツ（2006年、2015年）
- 菅田将暉（2017年 - ）
- センチミリメンタル（2019年 - ）
- ダイスケ（2011年 - ）
- トミタ栞（2013年 - ）
- 仲間由紀恵（旧アンティノスレコード所属、2006年に仲間由紀恵 with ダウンローズ名義で『恋のダウンロード』をリリース）
- ノースリーブス（2008年 - ）
- 花冷え。（2023年 - ）
- 松下奈緒（2006年 - ）
- ももすももす（2022年 - ）
- 緑黄色社会（2018年 - ）
- 渡辺美里（1985年 - ）（同レーベルの女性アーティストとしては、鈴木雅之と並びレーベル移籍等せず一番長く所属している）

### 1〜0、A〜Z
- 2PM（2013年 - ）（EPIC/JYP）
  - CHANSUNG (From 2PM)（2018年 - ）
  - JUNHO (From 2PM)（2014年 - ）
  - Jun. K (From 2PM)（2014年 - ）
  - NICHKHUN (From 2PM)（2018年 - ）
  - TAECYEON (From 2PM)（2017年 - ）
  - WOOYOUNG (From 2PM)（2015年 - ）
- BURNOUT SYNDROMES（2016年 - ）
- DEEN（2013年 - ）
- J.Y. Park（2020年 - ）（EPIC/JYP）
- Lizabet（2022年 - ）
- LMYK（2020年 - ）
- NEXZ（2023年 - ）（EPIC/JYP）
- NiziU（2020年 - ）（EPIC/JYP）
- SIX LOUNGE（2022年 - ）（ZEN MUSICから移籍）
- Stray Kids（2020年 - ）（EPIC/JYP）
- T.M.Revolution（1996年 - ）（旧アンティノスレコード出身）
  - abingdon boys school（2006年 - 2012年）
  - 西川貴教（2017年 - ）
- wacci（2012年 - ）
- YOAKE（2022年 - ）
- YUKI（元JUDY AND MARY）（2002年 - ）

## かつて所属していたアーティスト
1971年10月から1976年3月までCBS・ソニーの邦楽部門の一レーベルとして存在していたEPICレーベルのアーティストについては、

### あ - か行
- Iceman（1996年 - 2000年）（旧アンティノスレコードへ移籍後、活動休止）
- Aura（2008年 - 2012年）
- 赤い公園（2019年 - 2021年）（ユニバーサルミュージックから移籍、解散）
- access（2002年 - 2004年）（ファンハウスから移籍、旧アンティノスレコード所属 → ソニー・ミュージックアソシエイテッドレコーズ → Darwin Recordに移籍）
  - 浅倉大介（ファンハウス → 旧アンティノスレコードを経て、現在は個人レーベルDarwin Recordを設立）
- Akeboshi（2005年 - 2009年）
- AJI（2002年 - 2004年）（2015年活動休止）
- AZUMA HITOMI（2011年 - 2013年）
- 中孝介（2006年 - 2018年）（よしもとミュージックエンタテインメントへ移籍）
  - お中元 [中孝介+元ちとせ]（2011年）
- アナログフィッシュ（2004年 - 2007年）（ → P-VINE/felicity）
- アフロマニア（2006年 - 2008年）（解散）
- AMADORI
- 安藤秀樹（1986年 - 1999年）
- EAST END×YURI（1994年 - 1996年）（ヒップホップユニット・EAST ENDが市井由理と組んだユニット）
  - GAKU-MC（1999年 - 2002年）（旧アンティノスレコード → ワーナーミュージック・ジャパン → トイズファクトリーへ移籍）
- JETZT（1989年 - 1991年）（日本クラウンへ移籍）
- イカルス渡辺（2008年）
- ISIS（1996年 - 1999年解散）
- 伊豆田洋之（1986年 - 1993年）
- 一風堂（1979年 - 1984年解散）
- 因幡晃（ディスコメイトから移籍 → バップ → zetima/アップフロントワークスに在籍）
- UGUISS（1983年 - 1984年解散）
- 韻シスト（2003年 - 2005年）（ → Middle tempo production/LIL FARM → Groovillage）
- 嘘つきバービー（2011年）（解散）
- 内海美幸（1979年 - 1991年）
- U.N.O.BAND（カンニングの竹山隆範、アンガールズ、いつもここからによって結成）（2005年）
- ウラニーノ（2009年 - 2013年）
- M-BAND（1982年 - ?年）（東芝EMIへ移籍 → 解散 → 新メンバーで再結成しインディーズで活動）
  - 藤タカシ（1990年 - 1991年）
- エレファントカシマシ（1988年 - 1994年）（ポニーキャニオン → 東芝EMI → UNIVERSAL SIGMAへ移籍）
- エレファントラブ（1996年 - 2002年）（旧アンティノスレコード → インディーズ活動、解散）
- 大江千里（1983年 - 2000年）（2001年独立、個人レーベルStation Kids Recordsに所属）
- 大久保海太（1999年 - 2002年）（旧アンティノスレコード → インディーズで活動中）
- O.P.D（1993年 - 1996年）
- 大沢誉志幸（ワーナーミュージック・ジャパン → 活動休止 → ユニバーサルミュージック）
- 大滝裕子（1978年 - 1981年）（アイドル時代のみ、その後CBS/SONYへ移籍、AMAZONSを結成）
- 大槻真希（1999年 - 2002年）
- 大橋純子（日本フォノグラムから移籍 → VAPへ移籍）
- 岡村靖幸（1986年 - 2001年）（2003年の不祥事での逮捕後活動停止 → Def Jam Japan/ユニバーサルミュージックへ移籍 → 数回に亘る不祥事により2008年から活動停止 → 2010年代からインディーズで活動）
- オナペッツ（1994年 - 1995年）
- AURA（1989年 - 1991年）
- GARLIC BOYS（1995年 - 1996年）
- The castanets（1995年 - 1999年）（旧アンティノスレコード → インディーズ）
- カサリンチュ（2010年 - 2011年、2013年 - 2019年）
- 勝手にしやがれ（2004年 - 2007年）（tearbridge recordsへ移籍）
- GOT7（2014年 - 2021年）
  - Jus2（2019年 - 2021年）
- 河合夕子（1981年 - 2000年?）
- 川村結花（1998年 - 2003年）（東芝EMIから移籍 → Station Kids Records → R and Cへ移籍）
- 川本真琴（2001年 - 2002年）（SMARから移籍 → タイガーフェイクファとしてハマジムレコーズへ移籍）
- KANIKAPILA（2015年 - 2017年活動休止）
- 菊池桃子（1993年 - 2014年）（バップから移籍）
- 桐谷美玲（2011年）
- クアイフ（2017年 - 2020年）
- くじら（1985年 - ）
- 葛谷葉子（1999年 - 2001年）（同社内のSO What?RECORDSに所属、現在[いつ?]は作詞・作曲家として活動中）
- 久宝留理子（1990年 - 1997年）（ビクターへ移籍、現在[いつ?]はライブを中心に活動中）
- クライズラー&カンパニー（1990年 - 1996年）（解散）
  - 葉加瀬太郎（1997年 - 2003年にプライベートレーベルHATS UNLIMITEDを設立、独立）
- グリーンボーイズ（2017年）
- Crystal Kay（1999年 - 2010年）（Delicious Deli Recordsへ移籍）
- Qlair（1991年 - 1992年）（キューンレコードへ移籍 → 解散）
- クレモンティーヌ（2003年 - 2004年、2011年、2017年）
- 小梅太夫（2007年）（日本クラウンから移籍）
- コタニキンヤ（1999年 - 2001年）（旧アンティノスレコード → R and Cへ移籍、「キンヤ」として活動 → ダーウィンレコードへ移籍）
- 子供ばんど（1983年 - 1984年）（キャニオン・レコードから移籍 → インディーズ → スイッチ・コーポレーション → キャニオン・レコード → ビクター音楽産業）
  - うじきつよし
- Coney Island Jellyfish（1995年）（旧アンティノスレコード→解散）
- 小比類巻かほる（1985年 - 1989年）（TDKコア → ポリドール → 徳間ジャパンコミュニケーションズへ移籍）
- ゴスペラッツ（2006年、2015年）
- ゴンチチ（1983年 - 2001年、2008年 - 2014年）
- THE CONDORS（2007年 - 2008年）
- Confusion（プロデューサー、アレンジャーであり、元電気グルーヴ・CutemenのメンバーだったCMJKと元M-AGEのYUJI KAJIWARAのユニット。旧アンティノスから最初にリリースされたアーティストでもある）

### さ - な行
- 斎藤誠（日本コロムビア → アルファレコード → 旧アンティノスレコード → tearbridge recordsへ移籍）
- SIDE-ONE（1997年 - 1998年）（旧アンティノスレコード→解散→再結成しインディーズで活動）
- サザーランド（2004年 - 2006年）（解散）
- 真田広之
- 佐野元春（1980年 - 2004年）（ → GO4 Records → 個人レーベルDaisy Music）
- SAWA（2009年 - 2010年）
- さよならポニーテール（2011年 - 2014年）（T-Palette Recordsへ移籍）
- サンタラ（2004年 - 2006年）（ → Palm Beach → 個人レーベルGravy Recordsへ移籍）
- THEATRE BROOK（2003年 - 2010年）（ → フォーライフミュージックエンタテイメント → キングレコード → Mastard Records）
- G20 + ネプ & イモト（2012年）（TV番組「ネプ&イモトの世界番付」企画ユニット）
- シギ（2008年 - 2009年）
- 詩人の血（解散後、メンバーの渡辺善太郎は音楽プロデューサーとして活動するも2021年に逝去）
- ji ma ma（2008年 - 2010年）（SMJIから移籍）
- SUGER（2007年）（解散）
- 上々颱風（1990年 - 1998年）（ → エムアンドアイカンパニー/ゆうげい社 → 2013年活動休止）
- シャネルズ→ラッツ&スター（1980年 - 1985年）（活動休止したが1996年に復活。鈴木雅之は同社でソロ活動、田代まさしと桑野信義はタレントに転身）
- JUDY AND MARY（1993年 - 2001年）（解散。YUKIは同社でソロ活動、TAKUYAもROBOTS名義で同社でソロ活動をしていたが、2002年に元の芸名に戻しユニバーサルへ移籍 → 再びROBOTSとしてテイチク → コロムビアへ移籍）
- JUN SKY WALKER(S)（1994年 - 1997年）（トイズファクトリーから移籍 → 解散。2007年に期間限定で再結成。ボーカルの宮田和弥は同社でソロ活動をしていた時期あり）
- 真空ホロウ（2012年 - 2015年）（ → Brand-New Music）
- ジン（2008年 - 2009年）（ → Defrock Records）
- SWEET NOT SWEET（dohb discs所属、本庄則子と宇野俊秀のユニット。活動休止）
- 推定少女（2001年 - 2005年）（解散）
- SUPER BEAVER（2009年 - 2011年）（ → I×L×P× RECORDS → [NOiD]/murffin discs → Sony Records）
- SCANDAL（2008年 - 2018年）（ → Colourful Records/her）
- スカイピース（2018年 - 2019年）（Sony Recordsへ移籍）
- School Food Punishment（2009年 - 2011年）（解散）
- 鈴木聖美（1982年、1987年 - 1991年）（徳間ジャパンコミュニケーションズへ移籍）
- 鈴木祥子（1988年 - 1997年）（ワーナー → WONDERGROUND MUSIC（インディーズ）へ移籍）
- SUPERCAR（1997年 - 2000年）（旧dohb discs → Ki/oon Recordsへ移籍した後、解散）
- STANCE PUNKS（2005年 - 2009年）（コワルスキー所属、2010年インディーズへ再移籍）
- スチャダラパー（1991年 - 1992年）（東芝EMI → ワーナー → ユニバーサル → tearbridge recordsへ移籍）
- THE STREET SLIDERS（1983年 - 2000年解散。フロント・マンだった村越弘明と土屋公平は2018年からブルース・ユニットJOY-POPSで不定期に活動再開）
- SPARKS GO GO（1990年 - 2000年）（ → iSGG Recorders → rudle&records → ユニバーサルシグマ → GT music → Ki/oon Records → rudle&records）
- スネオヘアー（2002年 - 2009年）（キングレコード/スターチャイルドへ移籍）
- 7!!（2011年 - 2018年）（徳間ジャパンへ移籍）
- Seven Billion Dots（2019年 - 2022年）
- センチメンタル・バス（1998年 - 2000年）（一時同社内のSO What?RECORDSに所属、解散。赤羽奈津代はDt.のメンバーとして旧アンティノス → エイベックスへ移籍、鈴木秋則は作曲家として活動中）
- 染谷俊（1993年 - 1999年）（BC Records → COME TRUE RECORDSへ移籍）
- solita
- ダウン・タウン・ファイティング・ブギウギ・バンド（東芝EMIから移籍 → 解散）
- タカチャ（2005年 - 2009年）
- 武豊（VHSおよびDVD「ターフのヒーローシリーズ」）
- DUSTZ（2009年 - 2011年）（Be On Key Recors（インディーズ）から移籍 → 2014年DOLCE STAR RECORDS（所属事務所運営のレーベル）へ再移籍）
- CHARA（1991年 - 2003年）（ユニバーサルミュージック → BounDEE by SSNW → Ki/oon Recordsへ移籍）
- ツバメスケッチ（2005年 - 2006年）（2007年解散）
- TiA（2004年 - 2007年）（ → レインボーエンタテインメント → Knife Edge）
- TM NETWORK（1984年 - 1994年）（TRUEKiSSDiSC → Rojam → R and C → avex trax → Sony Music Labelsへ移籍）
  - 小室哲哉
  - 宇都宮隆（T.UTU名義も含む）
  - 木根尚登
- DJ Deckstream（2013年）
- Tina（2010年 - 2012年）（徳間ジャパンコミュニケーションズ → ユニバーサルミュージック/Kitty MMEから移籍）
- ティーナ・カリーナ（2012年 - 2013年）（デフスターレコーズへ移籍）
- dip in the pool（1993年 - 1997年活動休止）
- 天才てれびくんYOU（2018年）
- 東京スカパラダイスオーケストラ（1990年 - 1997年）（cutting edge（avexのレーベル）へ移籍）
- 東京パフォーマンスドール（1990年 - 1996年）
  - 篠原涼子（1991年 - 1998年）
  - 市井由理（1991年 - 1997年）
- 東京パフォーマンスドール（2014年 - 2021年）（新生）
  - どるせん from TPD（2016年）
- 時任三郎（1984年 - 1991年）（ワーナー・パイオニア → エピック → ポニーキャニオンへ移籍、現在[いつ?]は本業の俳優に専念）
- 所ジョージ（1984年 - 1990年）（キャニオン・レコードから移籍 → VAP → avexへ移籍）
- DOG HAIR DRESSERS（1999年 - 2001年）（2001年解散）
- TOMOVSKY（1995年 - 2000年）（旧dohb discs所属 → インディーズへ移行、メジャーデビュー後にかつてCBS・ソニー → ソニーレコーズから発売されていたカステラのアルバムも同レーベルで再発売されている）
- TRICERATOPS（1997年  - 2001年）（ → ビクター → tearbridge recordsへ移籍）
- DREAMS COME TRUE（1988年 - 1996年）（東芝EMI → DCT records → ユニバーサルJ → NAYUTAWAVE RECORDSへ移籍）
- NAOTO（2005年 - 2014年）
- Nothing's Carved In Stone（2012年 - 2015年）（ → Dynamord Label → Silver Sun Records）
- のだめオーケストラ（2006年 - 2010年）
  - のだめ（野田恵 上野樹里）（2007年 - 2010年）

### は行
- BARBEE BOYS（1984年 - 1990年）（解散）
  - 杏子（1991年 → キューン → ポリドール → オーガスタレコードに移籍[注 5]）
- Hearts Grow（2006年 - 2008年）（活動休止）
- HOW MERRY MARRY（2011年 - 2012年解散）
- 元ちとせ（2002年 - 2010年）（アリオラジャパンへ移籍）
- はねゆり（2006年）
- PUFFY（1996年 - 2005年）（キューンレコードへ移籍）
- バブルガム・ブラザーズ（1985年 - 1999年）（活動休止 → NAYUTAWAVE RECORDSへ移籍し復帰）
- HALCALI（2005年 - 2012年）
- 春野寿美礼（2009年 - 2010年）（2014年 TimeArt Entertainmentへ移籍）
- ばんばひろふみ（1978年 - 1985年）（ライスミュージック/アップフロントワークスへ移籍）
- ヒートウェイヴ（1990年 - 1995年）（ポリドール → インディーズへ移籍）
- 比屋定篤子（1997年 - 1998年）（同社内のMint Age → SMARへ移籍 → 2001年契約解除 → 現在[いつ?]はHappiness Recordsに所属）
- ViViD（2011年 - 2015年解散）
- PINK（1984年 - 1985年）（MOON RECORDSへ移籍、解散）
- ぷいぷい軽音部（2011年）
- ふくろうず（2011年 - 2016年）（徳間ジャパンコミュニケーションズへ移籍後2017年解散）
- Hooper（1995年 - 1996年）（フレーミングパイと改名し東芝へ移籍、現在[いつ?]は休止中）
- Fayray（1998年 - 2001年）（旧アンティノスレコード所属 → エイベックス → R and C）
- FENCE OF DEFENSE（1987年 - 1995年）
- 藤井隆（2000年 - 2002年）（旧アンティノス → R and Cへ移籍）
- 藤原理恵（1985年 - 1997年）（その後C.C.ガールズでの活動を経てRie ScrAmbleで活動する）
- フラワーカンパニーズ（1995年 - 2001年）（旧アンティノスレコード → インディーズで活動後、2009年SMARでメジャー復帰）
- Bluem of Youth（1995年 - 1998年）（Sony Recordsへ移籍、解散）
- Brian the Sun（2016年  - 2020年）
- B@by Soul（2003年 - 2005年）（旧アンティノスレコード所属、活動停止）
- the peggies（2017年 - 2022年）（活動休止）
- PENGIN（2008年 - 2010年）
- Homeless Heart（1994年 - 1997年）（解散）
- BO GUMBOS（1989年 - 1995年）（解散）
- pocupocu（2009年）
- 細野晴臣（1987年 - 1996年）（自身のレーベル「daisyworld discs」を創設し移籍）
- 坊っちゃん（2012年）

### ま行
- MARK from GARO（2013年）
- マイケル・ジャクソン
- 牧野由依（2010年 - 2011年）（ビクター/FlyingDogから移籍 → インペリアルレコードへ移籍）
- 真心ブラザーズ（1989年 - 1991年）（キューンレコードへ移籍）
- 松岡英明（1985年 - 1990年）（ワーナーミュージック・ジャパン移籍 → インディーズで活動中）
- 松崎ナオ（1998年 - 2002年）（東芝EMI → インディーズへ移籍）
- 松下優也（2008年 - 2012年）（ → Japanese Dream Records → XVISION）
- 松谷卓（2003年 - 2008年）
- ミオヤマザキ（2014年 - 2017年）（契約終了。2022年解散）
- Miss Monday（2001年 - 2006年）（FLMEへ移籍）
- Missing Link（2007年 - 2009年）（2012年解散）
  - Missing Linkと塚地武雅（2008年）
- 宮尾すすむと日本の社長（1990年 - 1991年）（メンバーの一人宮尾益実はTBSテレビへ就職、現在[いつ?]は放送ライブラリーに勤務）
- 宮崎ますみ
- THE MODS（1981年 - 1990年）（徳間ジャパン → アンティノスへ移籍 → インディーズで活動）

### や行
- 矢野顕子（1991年 - 2003年）（ヤマハミュージックコミュニケーションズへ移籍）
- 山猿/LGMonkees（2010年 - 2019年）
- 山田耕平（2006年 - 2007年）
- 山本翔（ライブ活動に専念 → 死去）
- 遊佐未森（1988年 - 1997年）（東芝EMI → ヤマハミュージックコミュニケーションズへ移籍）
- ユンナ（2004年 - 2008年）（SISTUS RECORDS/ジェネオン・ユニバーサル・エンターテイメントジャパンへ移籍）
- Yacht.（2007年 - 2010年）（解散）

### ら行
- RIZE（2000年 - 2002年、2016年 - 2018年）（2018年5月に事実上の活動休止）
- LIFE RECORDERS（1998年 - 2001年）（解散）
- ラブ・ポーション（1983年 - 1986年）（解散）
- ラン・ラン（2010年 - 2013年）
- 竜童組（1985年 - 1990年）（解散）
- LOOK（1985年 - 1988年）（解散）
  - 鈴木トオル（1989年）（ヴァージン・ジャパンへ移籍）
- LOOSELY（2003年 - 2004年）（現在[いつ?]はインディーズで活動中）
- Real Paradis（2010年）
- Rake（2013年 - 2015年）
- Les.R（2004年 - 2005年）
- LE VELVETS（2015年 - 2016年）
- 玲葉奈（1999年 - 2004年）（Leyonaに改名、ビクターへ移籍）
- LADIES ROOM（1991年 - 1992年）（キューンレコード → インディーズへ移籍）
- THE RODEO CARBURETTOR（2005年 - 2008年）（コワルスキー所属）
- ROVO（1998年 - 1999年）（インディーズへ移籍）

### わ行
- wyolica（1999年 - 2004年）（インディーズへ移籍）
- WILD STYLE（1995年 - 1997年）（解散）
- 渡辺徹（1982年 - 1995年）（その後は俳優、タレント業に専念 → 2022年死去）
- 渡辺満里奈（1986年 - 1992年）（Sony Recordsへ移籍）

## コンピレーション・アルバム
| 発売日                      | タイトル                                                           | 規格品番            |
| --------------------------- | ------------------------------------------------------------------ | ------------------- |
| 2000年7月19日               | DAynamite Mix Juice1～You know beat?～                             | ARCJ-143            |
| 2001年9月27日               | MUSIC MAGIC～N.U.K.E.S.GROOVE 2@ZIP                                | ARCJ-2005           |
| 2002年7月24日               | 一番熱かった夏 ～熱闘甲子園の歌～                                  | ESCL-2321           |
| 2002年8月21日               | 星空楽曲群 ～弘兼憲史セレクション～                                | ESCL-2327           |
| 2002年11月20日              | EPIC25 1980～1985                                                  | SCL-2347            |
| 2002年11月20日              | EPIC25 1986～1990                                                  | SCL-2348            |
| 2002年12月4日               | A cappella Love Songs ～A cappella Base Camp Vol.1～               | ESCL-2339           |
| 2003年1月1日                | Epic 25 ～Special Edition～                                        | ESCL-2372           |
| 2003年9月18日               | FM802 presents MEET THE EPIC BEAT～FUNKY EPIC 25～                 | ESCL-2447           |
| 2003年10月22日              | ROCK AND ROLL JAPAN                                                | ESCL-2458           |
| 2003年11月19日              | ZIP-FM presents ラヴ・アワ・プラネット                             | ESCL-2467           |
| 2004年9月1日                | emu                                                                | ESCL-2575 ESCL-2693 |
| 2005年1月26日               | Colla Bo Gumbos Vol.1                                              | ESCL-2620           |
| 2004年2月25日 2005年7月27日 | SUZUKI MANIA 鈴木雅之トリビュートアルバム                          | ESCL-2497 ESCL-2675 |
| 2005年11月23日              | 勝手にしやがれ presents 7o'clock jump                              | ESCL-2745           |
| 2005年12月21日              | 山崎まさよしトリビュート・アルバム「ONE MORE TIME,ONE MORE TRACK」 | ESCL-2716           |
| 2006年6月21日               | THE MODS TRIBUTE SO WHAT!!Vol.2                                    | ESCL-2846           |
| 2006年9月27日               | emu2 モースト・タッチング                                          | ESCL-2895           |
| 2007年1月17日               | ハチミツとクローバー COMPLETE BEST                                 | ESCL-2914 ESCL-2917 |
| 2008年4月2日                | COVERS                                                             | ESCL-3053           |
| 2009年3月18日               | JUDY AND MARY 15th Anniversary Tribute Album                       | ESCL-3177           |
| 2010年1月20日               | すごくおいしいうた                                                 | ESCL-3348           |
| 2011年7月27日               | 青空エール 吹奏楽音楽集                                            | ESCL-3733           |
| 2012年12月5日               | 映画「今日、恋をはじめます」オフィシャル・アルバム                 | ESCL-3993           |
| 2014年3月26日               | 私とドリカム -DREAMS COME TRUE 25th ANNIVERSARY BEST COVERS-       | ESCL-4182           |
| 2014年11月19日              | 四月は君の嘘 僕と君との音楽帳                                      | SCL-4302            |
| 2014年12月10日              | アオハライド "MUSIC RIDE"                                          | ESCL-4321           |
| 2015年3月25日               | 四月は君の嘘 トゥインクル リトルスター                             | ESCL-4390           |
| 2015年4月1日                | SUZUKI MANIA DELUXE -鈴木雅之トリビュートアルバム-                 | ESCL-4415           |
| 2015年4月1日                | 私とドリカム2 -ドリカムワンダーランド2015 開催記念 BEST COVERS-    | ESCL-4394           |
| 2016年8月17日               | 青空エール サウンドトラック&吹奏楽曲集                             | ESCL-4670           |
| 2016年9月7日                | 四月は君の嘘 サウンドトラック & クラシック音楽集                   | ESCL-4680           |
| 2018年1月10日               | 週刊少年ジャンプ50th Anniversary BEST ANIME MIX vol.1              | ESCL-4955           |
| 2018年4月4日                | 週刊少年ジャンプ50th Anniversary BEST ANIME MIX vol.2              | ESCL-5044           |
| 2018年7月4日                | 週刊少年ジャンプ50th Anniversary BEST ANIME MIX vol.3              | ESCL-5082           |
| 2018年8月15日               | ペンギン・ハイウェイ オリジナル・サウンドトラック                  | ESCL-5094           |
| 2019年4月3日                | 機動戦士ガンダム 40th Anniversary BEST ANIME MIX                   | ESCL-5199           |

## 発売していたゲームソフト
かつて、任天堂のファミコンなどコンピュータゲーム産業にも手を出したことがあった。主に同社に所属するアーティストを題材にしたキャラクターゲームが多かった。現在は撤退している。ソニー・コンピュータエンタテインメント（SCE）がソニー系列のコンピュータゲームメーカーとして存在している。
- ドラゴンズレア
- 田代まさしのプリンセスがいっぱい
- 所さんのまもるもせめるも
- パリ・ダカールラリー・スペシャル
- 白熱プロ野球ガンバリーグシリーズ
- TM NETWORK LIVE IN POWER BOWL
- ソルスティス 三次元迷宮の狂獣
- ジェリーボーイ
- Hook